# Bodislavci
Bodislavci – wieś w Słowenii, w gminie Ljutomer. W 2018 roku liczyła 141 mieszkańców.